# Belastungsglied
Unter Belastungsgliedern versteht man die mit Faktoren belegten Stabendverdrehungen eines „einfachen Balkens“.
Bei verschiedenen Rechenverfahren der Stabstatik werden zur Vereinfachung lokale Belastungen (Einzelkräfte, Streckenlasten, Traktionskräfte, Biegemomente, eingeprägte Verformungen, Querkräfte) an Einzelstäben auf zwei Belastungsglieder (L, R) reduziert, um damit das Gesamtsystem zu berechnen.
Dabei ist L das linke Belastungsglied und R das rechte Belastungsglied.
Die bei den Rechenverfahren ausgeklammerten Belastungsglieder sind die am Einfeldträger ermittelten Endverdrehungen {\displaystyle \varphi _{L}}, {\displaystyle \varphi _{R}}, multipliziert mit {\displaystyle 6\cdot E\cdot J/l}.
| 1. Einfach zu ermittelnde Endverdrehung φ an einem Einfeldträger mit beliebiger Belastung. L = {\displaystyle \varphi _{L}\cdot 6\cdot E\cdot J/l} R = {\displaystyle \varphi _{R}\cdot 6\cdot E\cdot J/l} mit - dem Elastizitätsmodul E - dem Trägheitsmoment J - der Stablänge l |
| 2. Einfaches Rechenverfahren zur Ermittlung des Stützmomentes am Auflager B für einen Dreifeldträger mit gleichen Feldlängen und gleichen Steifigkeiten infolge L und R. {\displaystyle MB=(R-4\cdot L)/15}                                                                        |

Belastungsglieder und Rechenverfahren sind in vielen Tabellenwerken abgedruckt.
Belastungsglieder treten etwa auch in der Dreimomentengleichung zur Berechnung von Durchlaufträgern nach Clapeyron  auf.